# Notomys longicaudatus
Notomys longicaudatus é uma espécie de roedor da família Muridae.
Apenas pode ser encontrada na Austrália.